# Hypocoela
Hypocoela is een geslacht van vlinders uit de familie spanners (Geometridae). De wetenschappelijke naam van dit geslacht is voor het eerst geldig gepubliceerd in 1897 door William Warren. Hij beschreef toen tevens als typesoort Hypocoela subfulva die in Warri nabij de Niger was verzameld door Dr. Roth.

## Soorten
Het geslacht telt volgens Parsons et al. (1999) 21 soorten:
- Hypocoela amplipennis
- Hypocoela angularis
- Hypocoela camillae
- Hypocoela drepana
- Hypocoela dubiefi
- Hypocoela fasciata
- Hypocoela herbuloti
- Hypocoela humidaria
- Hypocoela infracta
- Hypocoela libertalia
- Hypocoela lurida
- Hypocoela magica
- Hypocoela mannophora
- Hypocoela peyrierasi
- Hypocoela saturnina
- Hypocoela sogai
- Hypocoela spodozona
- Hypocoela subfulva
- Hypocoela tornifusca
- Hypocoela turpisaria
- Hypocoela abstrusa